# Pablo Laredo
Pablo Antonio Laredo Pardo (Cochabamba, 4 de octubre de 2000) es un futbolista boliviano. Juega como defensa y su equipo actual es Universitario de Vinto de la Primera División de Bolivia.

## Clubes
| Club                   | País    | Año               |
| ---------------------- | ------- | ----------------- |
| Jorge Wilstermann      | Bolivia | 2016 - 2020       |
| San Antonio            | Bolivia | 2021              |
| Universitario de Vinto | Bolivia | 2022 - Actualidad |

## Palmarés

### Títulos nacionales
| Título           | Club              | País    | Año           |
| ---------------- | ----------------- | ------- | ------------- |
| Primera División | Jorge Wilstermann | Bolivia | Clausura 2016 |
| Primera División | Jorge Wilstermann | Bolivia | Apertura 2018 |
| Primera División | Jorge Wilstermann | Bolivia | Clausura 2019 |